# Repnik, Banovići
Repnik je naselje v občini Banovići, Bosna in Hercegovina. 

## Deli naselja
Bečići, Bjelkići, Hrvati, Mačkovac, Mrljevići, Mušići, Nasubašići, Radina, Repnik, Sinanovići in Vikend naselje.

## Prebivalstvo
| Pregled števila prebivalcev po letih | Pregled števila prebivalcev po letih | Pregled števila prebivalcev po letih | Pregled števila prebivalcev po letih | Pregled števila prebivalcev po letih | Pregled števila prebivalcev po letih |
| ------------------------------------ | ------------------------------------ | ------------------------------------ | ------------------------------------ | ------------------------------------ | ------------------------------------ |
| 1948                                 | 1953                                 | 1961                                 | 1971                                 | 1981                                 | 1991                                 |
| -                                    | -                                    | -                                    | 1.506                                | 1.802                                | 2.066                                |

| Narodna sestava prebivalstva po letih                                                                                          | Narodna sestava prebivalstva po letih                                                                                          | Narodna sestava prebivalstva po letih                                                                                             |
| --- | --- | --- |
| 1971 | 1981 | 1991 |
| . skupaj: 1.506 Muslimani 1.490 (98,93 %) Srbi 8 (0,53 %) Hrvati 0 (0,00 %) Jugoslovani 1 (0,06 %) drugi in neznano 7 (0,46 %) | . skupaj: 1.802 Muslimani 1.781 (98,83 %) Srbi 8 (0,44 %) Hrvati 0 (0,00 %) Jugoslovani 5 (0,27 %) drugi in neznano 8 (0,44 %) | . skupaj: 2.066 Muslimani 2.004 (96,99 %) Srbi 15 (0,72 %) Hrvati 1 (0,04 %) Jugoslovani 19 (0,91 %) drugi in neznano 27 (1,30 %) |